# Colorado Film
La Colorado Film è una casa di produzione cinematografica fondata da Maurizio Totti, Gabriele Salvatores e Diego Abatantuono nel 1986 e con due sedi operative a Roma e Milano.
L'azienda è a capo di un complesso sistema d'impresa che sviluppa la propria attività trasversalmente nei settori della produzione cinematografica e televisiva, del management artistico, dell'editoria e della musica. Nello specifico, la sede di Roma è dotata di una divisione interna che si occupa di casting/ produzione per il cinema, mentre a Milano si concentra la produzione cine-televisiva.

## Produzione cinematografica
La Colorado Film ha all'attivo più di trenta film:
- Kamikazen - Ultima notte a Milano, regia di Gabriele Salvatores (1987)
- I cammelli (1988)
- Puerto Escondido (1992)
- Sud (1993)
- Viva San Isidro! (1995)
- Il cielo è sempre più blu (1995)
- Nirvana (1996)
- In barca a vela contromano (1997)
- Figli di Annibale (1998)
- Asini (1999)
- Denti (2000)
- Amnèsia (2001)
- Io non ho paura (2003)
- Quo Vadis Baby? (2005)
- La cura del gorilla (2005)
- Come Dio comanda (2008)
- Un gioco da ragazze (2008)
- I mostri oggi (2009)
- Happy Family (2009)
- Io sono con te, regia di Guido Chiesa (2010)
- La peggior settimana della mia vita, regia di Alessandro Genovesi (2011)
- Il peggior Natale della mia vita, regia di Alessandro Genovesi (2012)
- Ti stimo fratello, regia di Giovanni Vernia e Paolo Uzzi (2012)
- Fuga di cervelli, regia di Paolo Ruffini (2013)
- Indovina chi viene a Natale, regia di Fausto Brizzi (2013)
- La gente che sta bene, regia di Francesco Patierno (2014)
- Soap opera, regia di Alessandro Genovese (2014)
- Tutto molto bello, regia di Paolo Ruffini (2014)
- Vergine giurata, regia di Laura Bispuri (2015)
- Ma che bella sorpresa, regia di Alessandro Genovesi (2015)
- Belli di Papà, regia di Guido Chiesa (2015)
- Tiramisù, regia di Fabio De Luigi (2016)
- I babysitter, regia di Giovanni Bognetti (2016)
- Classe Z, regia di Guido Chiesa (2017)
- La ragazza nella nebbia  regia di Donato Carrisi (2017)
- Figlia mia, regia di Laura Bispuri (2018)
- Puoi baciare lo sposo, regia di Alessandro Genovesi (2018)
- Ti presento Sofia, regia di Guido Chiesa (2018)
- 10 giorni senza mamma, regia di Alessandro Genovesi (2019)
- The Nest (Il nido), regia di Roberto De Feo (2019)
- L'uomo del labirinto (film), regia di Donato Carrisi (2019)
- Cambio tutto!, regia di Guido Chiesa (2020)
- 10 giorni con Babbo Natale, regia di Alessandro Genovesi (2020)
- Me Contro Te il film - La Vendetta del Signor S, regia di Gianluca Leuzzi (2020)
- Me contro Te - Il film: Il mistero della scuola incantata, regia di Gianluca Leuzzi (2021)
- Il mammone, regia di Giovanni Bognetti (2021)
- A Classic Horror Story, regia di Roberto De Feo e Paolo Strippoli (2021)
- Il pataffio, regia di Francesco Lagi (2021)
- Me contro Te - Il film: Persi nel tempo, regia di Gianluca Leuzzi (2022)
- Il mio nome è vendetta, regia di Cosimo Gomez – film Netflix (2022)
- Natale a tutti i costi, regia di Giovanni Bognetti – film Netflix (2022)
- Me contro Te - Il film: Missione giungla, regia di Gianluca Leuzzi (2023)
- Tre di troppo, regia di Fabio De Luigi (2023)
- Me contro Te - Il film: Vacanze in Transilvania, regia di Gianluca Leuzzi (2023)
- In fuga con Babbo Natale, regia di Volfango De Biasi – film Netflix (2023)
- 50 km all'ora, regia di Fabio De Luigi (2024)[1]
- Fabbricante di lacrime, regia di Alessandro Genovesi (2024)[2]
- Ricchi a tutti i costi, regia di Giovanni Bognetti – film Netflix (2024)

## Produzione televisiva
La produzione televisiva della Colorado Film comincia nel 2003 con Colorado Cafè Live, un programma comico nato da un'idea di Diego Abatantuono. Da settembre 2003 Colorado Cafè viene trasmesso su Italia 1 dapprima in seconda serata, e dal 2005 ad oggi sempre in prime time, con un buon successo di pubblico che lo porta ad essere confermato in palinsesto per 16 stagioni.
La produzione TV prosegue nel 2008 con Quo Vadis Baby?, serie TV tratta dall'omonimo film di Gabriele Salvatores e prodotta in collaborazione con Sky Italia.
Nel 2010 viene prodotta All Stars, serie TV diretta da Massimo Martelli e prodotta in collaborazione con RTI.
Nel 2012 viene realizzato Area Paradiso, film TV che vede alla regia Diego Abatantuono e Armando Trivellini.
Dal 2007 al 2009 produce il programma Scorie, in onda su Rai 2, con la conduzione di Nicola Savino e la regia firmata da Lele Biscussi.
Nel 2012 va in onda 'Sto Classico, spin off di Colorado: i comici di Colorado, con la partecipazione straordinaria di altri personaggi della TV, del cinema e della musica, rappresentano una parodia di quattro noti 
classici della letteratura mescolando prosa, musica e danza: Pinocchio, L'Odissea, Romeo e Giulietta, e Il Signore degli Anelli.
Nel 2013 su La5 va in onda Fashion Style, condotto da Chiara Francini e con i giudici Silvia Toffanin, Alessia Marcuzzi e Cesare Cunaccia.
Nel 2014 va in onda sabato primo marzo Il Sesto Senso su Rai 3, condotto da Donato Carrisi.
Nel 2016 produce il talent show Eccezionale veramente, in onda a partire dal 17 marzo su La7 e condotto da Gabriele Cirilli.
Sempre nel 2016 produce lo one-man show di una sola puntata 101% Pucci.
Nel 2020 produce per Italia 1 il programma televisivo comico Enjoy - Ridere fa bene.
Nel 2021 produce per Italia 1 il programma televisivo comico Honolulu.

## Citati
- La Moviement è un'agenzia di talenti che attualmente sta lavorando con circa un centinaio di personalità, tra attori, scrittori, registi e autori di vario genere.
Tra i più conosciuti: Diego Abatantuono, Fabio De Luigi, Francesco Mandelli, Andrea Carpenzano, Antonio Catania, Diana Del Bufalo, Greta Scarano
- La Colorado Mobile è una divisione della Colorado Film totalmente dedicata alla ricerca e sviluppo nel campo del Digital Entertainment
- La San Isidrio è una casa discografica che ha realizzato le colonne sonore di vari film, tra cui Nirvana, Io non ho paura e Quo Vadis, Baby?
- La Colorado Commercial&Service è una divisione della Colorado Film, attiva dal 1997, che si occupa di produzioni pubblicitarie
- La Colorado Noir è una linea editoriale nata nel 2004 con l'intento di pubblicare libri che abbiano il potenziale per diventare soggetti cinematografici